# Olsynium filifolium
Olsynium filifolium är en irisväxtart som först beskrevs av Charles Gaudichaud-Beaupré, och fick sitt nu gällande namn av Peter Goldblatt. Olsynium filifolium ingår i släktet Olsynium och familjen irisväxter. Inga underarter finns listade i Catalogue of Life.